# Benandanti

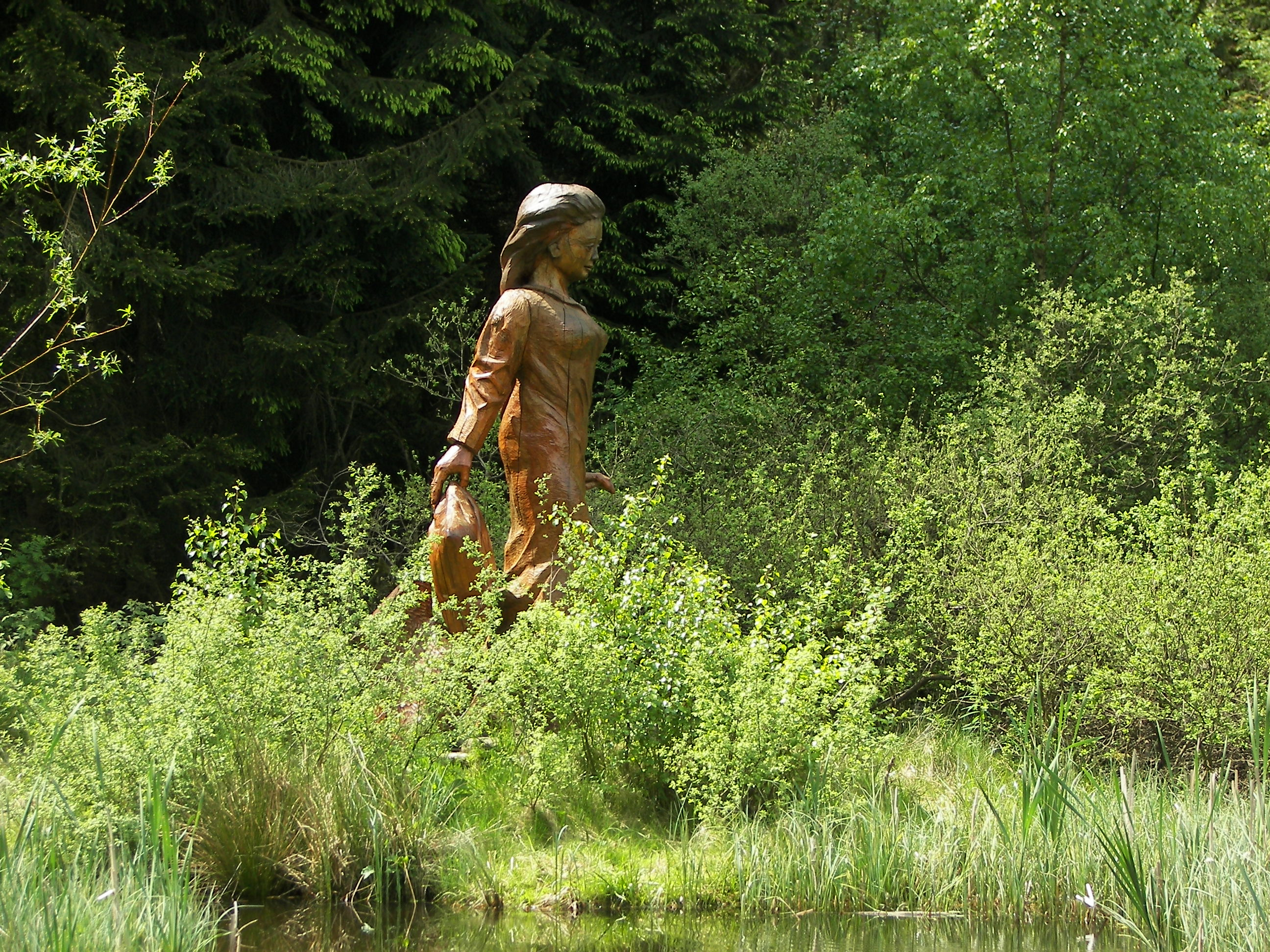
Estatua de Frau Holle cerca del Frau-Holle-Teich (el estanque de la hermana Holle) en el macizo Hoher Meissner.

Los benandanti (en italiano "los buenos caminantes") eran miembros de un culto cristiano campesino basado en la fertilidad de la tierra, difundido en la región italiana del Friul entre los siglos XVI y XVII. 
El objetivo fundamental de los benandanti (etimológicamente 'los que hacen el bien') era combatir a los brujos y a las brujas (a veces denominados malandanti) para impedir que hicieran el mal. Un benandante declaró en un juicio que él iba «a favor de Cristo», mientras que los brujos y las brujas iban «a favor del diablo».
El primer historiador que estudió la tradición benandanti fue el italiano Carlo Ginzburg, quien comenzó un examen de los registros de prueba sobrevivientes del período de principios de la década de 1960, que culminó con la publicación de su libro Las batallas nocturnas: brujería y cultos agrarios en los siglos XVI y XVII (1966, traducción inglesa 1983). En la interpretación de Ginzburg de la evidencia, el benandante era un "culto a la fertilidad" cuyos miembros eran "defensores de las cosechas y de la fertilidad de los campos". Además, argumentó que era solo una parte sobreviviente de una tradición europea mucho más amplia de experiencias visionarias que tuvo sus orígenes en el período precristiano, identificando similitudes con las creencias del hombre lobo de Livonia.

## Características
Los benandanti constituyeron pequeñas congregaciones que se dedicaban a la protección de los poblados y de las cosechas de la intervención maléfica de las brujas. El culto desciende de antiguas tradiciones paganas difundido en la Europa central y septentrional, o bien en los espacios de grupos germánicos (como, por ejemplo, la figura de Frau Holle) eslavos (ver p.ej. los krasniki, como se llamaba en las zonas dalmato-ilíricas a los "combatientes en espíritu") o bien húngaras (como los táltos chamánicos), y que llegó a las regiones nororientales de Italia, en el Friul, de donde se extendieron a Vicenza, Verona, Istria y Dalmacia.

## Filmografía
Luna Nera (2020) es una serie producida por Netflix basada en una novela homónima de Tiziana Triana. La misma pone foco en el rol de las mujeres y sus conocimientos de magia y medicina natural en la Italia del siglo XVII. Los benandanti aparecen es escena con miras a perseguir a quienes ellos califican de hechiceras y portadoras del mal. En este punto es que se puede observar la tensión entre la religión, la ciencia y los conocimientos prácticos. Luna Nera ha quedado inconclusa.